# Sylvietta rufescens
A Sylvietta rufescens a verébalakúak (Passeriformes) rendjébe, ezen belül a Macrosphenidae családba és a Sylvietta nembe tartozó faj. 10-11 centiméter hosszú. Afrika Egyenlítőtől délre eső száraz bokros, füves területein él. Rovarokkal és fűmagokkal táplálkozik. Monogám. A fészekalj 1-3 tojásból áll, melyből a fiókák két hét alatt kelnek ki. Mindkét szülő eteti őket, s két hét múlva repülnek ki a fészekből.

## Alfajai
- S. v. r. ansorgei (E. J. O. Hartert, 1907) – nyugat-Angola, északnyugat-Namíbia;
- S. r. adelphe (Grote, 1927) – délkelet-Kongói Demokratikus Köztársaság, nyugat-Burundi, délnyugat-Ruanda, Zambia, észak-Malawi;
- S. r. flecki (Reichenow, 1900) – dél-Angola, Namíbia, délnyugat-Zambia, Botswana, Zimbabwe, észak-Dél-afrikai Köztársaság;
- S. r. pallida (Alexander, 1899) – délkelet-Zambia, dél-Malawi, észak- és kelet-Zimbabwe, Mozambik, északkelet-Dél-afrikai Köztársaság;
- S. r. rufescens (Vieillot, 1817) – dél-Namíbia, dél- és délnyugat-Botswana, északnyugat és észak-Dél-afrikai Köztársaság;
- S. r. diverga (Clancey, 1954) – közép- és dél-Dél-afrikai Köztársaság;
- S. r. resurga (Clancey, 1953) – kelet-Dél-afrikai Köztársaság, Szváziföld.

## Fordítás
- Ez a szócikk részben vagy egészben  a   Long-billed crombec című angol Wikipédia-szócikk fordításán alapul.  Az eredeti cikk szerkesztőit annak laptörténete sorolja fel. Ez a jelzés csupán a megfogalmazás eredetét és a szerzői jogokat jelzi, nem szolgál a cikkben szereplő információk forrásmegjelöléseként.